# انور وجدی
اَنور وَجدی (عربی: أنور وجدی؛ ۱۱ اکتبر ۱۹۰۴ – ۱۴ مهٔ ۱۹۵۵) بازیگر، نویسنده، کارگردان و تهیه کنندهٔ اهل کشور مصر بود. وی در شهر قاهره متولد شد و اصالت سوریه‌ای داشت. پدرش در قرن نوزدهم به دلایل اقتصادی از سوریه به مصر مهاجرت نموده بود. مادر این بازیگر اهل قاهره بود. انور وجدی در فقر شدیدی بزرگ شد و به میل شدید برای اندوختن مال و ثروت شهرت داشت. وی بین سال‌های ۱۹۲۲ تا ۱۹۵۵ میلادی فعالیت می‌کرد. این بازیگر در سن ۵۱ سالگی در کشور سوئد درگذشت.